# Die Dummheit in der Malerei
Die Dummheit in der Malerei ist ein kunsttheoretisches Werk von Hans Platschek. Es erschien erstmals 1998. Die Entstehungszeit der Essays liegt zwischen 1966 und 1984.

## Inhalt
Das Buch beginnt mit einer Abhandlung zur Kunst des Nationalsozialismus. Es wird thematisiert, dass in den Amtsstuben keine gemalten Hitlerporträts hingen, sondern nur die Fotografie von Heinrich Hoffmann. Hitler sei von seiner Physiognomie zu mittelmäßig gewesen, um in einem Gemälde festgehalten zu werden. Außerdem werden die Ursprünge der nationalsozialistischen Kunst im kleinbürgerlichen Kunstgeschmack und zweitklassigen süddeutschen Landschafts- und Genremalern des 19. Jahrhunderts erwähnt. Aus dieser Zeit stammt auch das Wort Entartung, das 1893 von Max Nordau eingeführt worden ist.
Danach geht Platschek über die anfängliche Ablehnung der modernen Kunst im Deutschland der Nachkriegszeit ein, was vom Schriftsteller Erich Kästner kritisiert worden ist. Die meisten Drohbriefe kamen aber von jungen Leuten wie Schülern und Studenten. Er wendet ein, dass die Kritik Kästners damals richtig gewesen sei, er aber nicht ahnen konnte, dass sich der Kunstgeschmack der späteren Jahrzehnte in die entgegengesetzte Richtung entwickelt hat.
Über Joseph Beuys schreibt Platschek, dass er aus wertlosen Alltagsgegenständen am Kunstmarkt für viel Geld gehandelte Artefakte schafft, deren Wert nur von einer quasireligiösen Verehrung des Künstlers durch die Kunstsammler herrührt. Die Wesensfrage bei diesen Werken ist dabei, ob der Künstler die Konsumgesellschaft kritisieren will oder Gebrauchsgegenstände zu Kunstwerken erhöhen möchte.
Am Beispiel des sozialistisch eingestellten Malers Hans Baluschek beschreibt Platschek das Dilemma der sozialistischen Theoretiker, nämlich die Diskrepanz zwischen der künstlerischen Avantgarde und dem durch seine Klassenzugehörigkeit an Kitsch gewöhnte Proletariat.
Als weiteres Beispiel für seine These erwähnt Platschek die Bilder des Affen Congo, dem beigebracht worden ist, Pinsel und Farbe zu benutzen und stellt die Frage auf, inwieweit dies ein Argument sei, moderne Malerei relativieren zu können.
Abschließend geht der Autor auch auf die Definition des Begriffs Dummheit ein, die Robert Musil geliefert habe. Dieser unterscheidet mehrere Arten davon und ihm sei die Dummheit der Halbgebildeten die schlimmste Dummheit.

## Kritik
„Was die Lektüre so anregend macht, ist nicht nur Platscheks pointierte und oft recht bissige Schreibweise. Er scheut sich zudem nicht, auch die Arbeiten und Ansichten berühmter, etablierter Künstler zu zerpflücken. […] So sieht er die Kunst gefährdet, sowohl von den „kleinbürgerlichen Maßgaben des noch immer gesunden Volksempfindens ebenso wie von deren Gegenteil, den das ,Niedrige‘ verachtenden Mystifikationen der angeblich Eingeweihten, von der Phraseologie der Kunstkritik und deren kunstfernen Indoktrinationen, von dem auf Ware und Images fixierten Kunstmarkt und auch ... von mancher Kunst selbst“, wie Lothar Romain in seinem Vorwort darstellt.“

## Ausgaben
- Hans Platschek: Die Dummheit in der Malerei Hamburg, Europäische Verlagsanstalt, 1998, ISBN 3-434-50443-5 (DNB)